# Puchar Polski w piłce nożnej kobiet
Puchar Polski w piłce nożnej kobiet – cykliczne rozgrywki piłkarskie, organizowane co roku przez Polski Związek Piłki Nożnej.

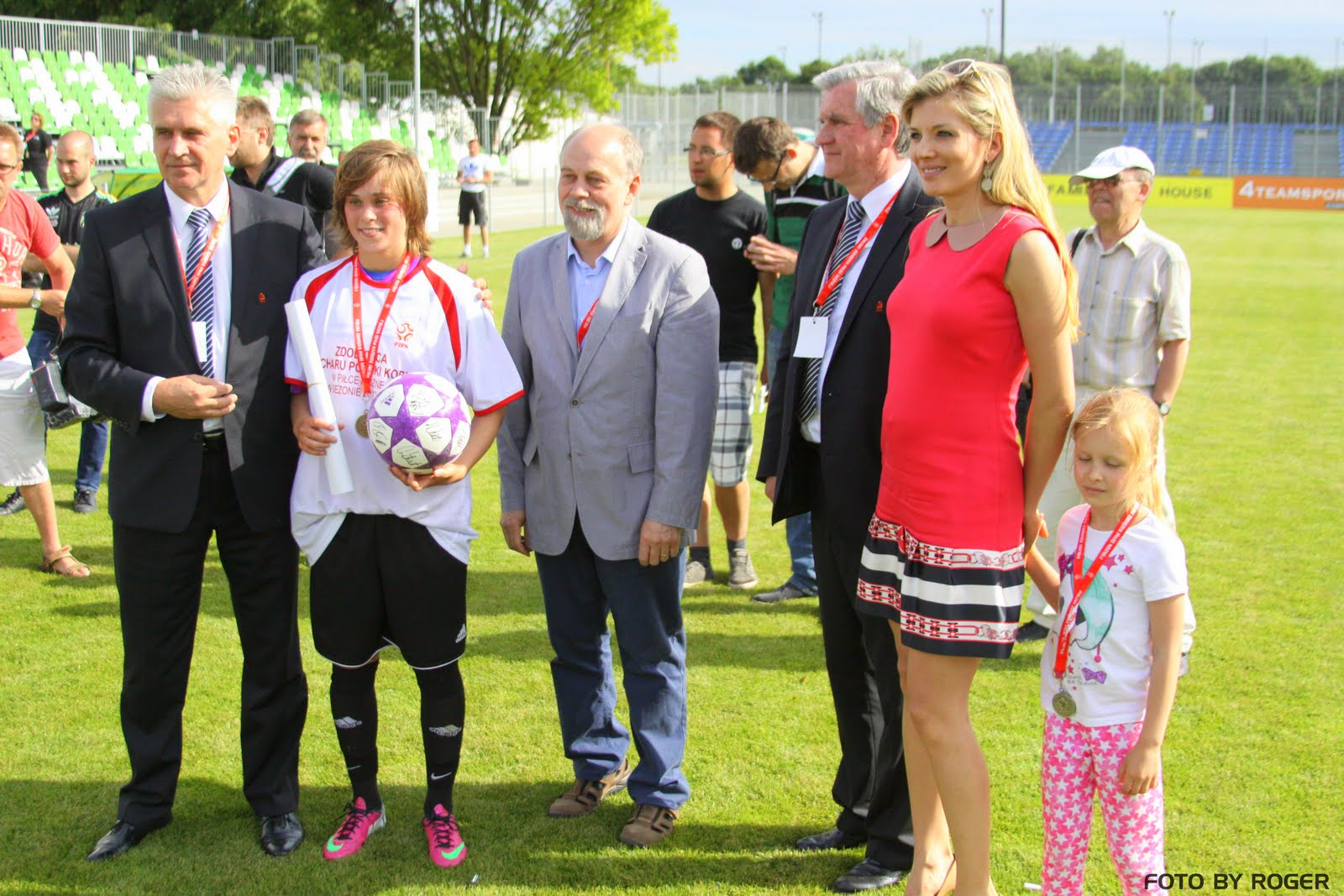
Ewa Pajor zawodniczka Medyka Konin po zdobyciu Puchar Polski w sezonie 2012-2013

## Historia
| Sezon     | Zwyciężczynie                | Finalistki              | Półfinalistki                             |
| --------- | ---------------------------- | ----------------------- | ----------------------------------------- |
| 1984/1985 | Czarni Sosnowiec             | Pafawag Wrocław         | Ogniwo Sopot i AZS AKP Wrocław            |
| 1985/1986 | Pafawag Wrocław              | Stilon Gorzów Wlkp.     |                                           |
| 1986/1987 | Czarni Sosnowiec             | Pafawag Wrocław         |                                           |
| 1987/1988 | Pafawag Wrocław              | Czarni Sosnowiec        |                                           |
| 1988/1989 | Czarni Sosnowiec             | Stilon Gorzów Wlkp.     |                                           |
| 1989/1990 | Zagłębianka Dąbrowa Górnicza | Piastunki Gliwice       |                                           |
| 1990/1991 | Stilon Gorzów Wlkp.          | AZS-AWF Wrocław         |                                           |
| 1991/1992 | Stilon Gorzów Wlkp.          | Czarni Sosnowiec        |                                           |
| 1992/1993 | Stilon Gorzów Wlkp.          | AZS-AWF Wrocław         |                                           |
| 1993/1994 | Sparta Złotów                | Piastunki Gliwice       |                                           |
| 1994/1995 | Czarni Sosnowiec             | Stilon Gorzów Wlkp.     |                                           |
| 1995/1996 | Czarni Sosnowiec             | Podgórze Kraków         |                                           |
| 1996/1997 | Czarni Sosnowiec             | Stilon Gorzów Wlkp.     |                                           |
| 1997/1998 | Czarni Sosnowiec             | Savena AZS-AWF Warszawa |                                           |
| 1998/1999 | Czarni Sosnowiec             | Podgórze Kraków         | AZS Wrocław i Stilon Gorzów Wlkp.         |
| 1999/2000 | Czarni Sosnowiec             | Stilon Gorzów Wlkp.     | AZS Wrocław i Medyk Konin                 |
| 2000/2001 | Czarni Sosnowiec             | Medyk Konin             | Checz Gdynia i Stilon Gorzów Wlkp.        |
| 2001/2002 | Czarni Sosnowiec             | AZS Wrocław             | RKP Rybnik i TKP Toruń                    |
| 2002/2003 | AZS Wrocław                  | Medyk Konin             | Czarni Sosnowiec i Podgórze Kraków        |
| 2003/2004 | AZS Wrocław                  | Medyk Konin             | Czarni Sosnowiec i Stilon Gorzów Wlkp.    |
| 2004/2005 | Medyk Konin                  | Czarni Sosnowiec        | Gol Częstochowa i Victoria Sianów         |
| 2005/2006 | Medyk Konin                  | AZS Wrocław             | Czarni Sosnowiec i Unia Racibórz          |
| 2006/2007 | AZS Wrocław                  | Medyk Konin             | Gol Częstochowa i Górnik Łęczna           |
| 2007/2008 | Medyk Konin                  | Unia Racibórz           | Gol Częstochowa i Medyk II Konin          |
| 2008/2009 | AZS Wrocław                  | TKKF Gryf Szczecin      | Unia Racibórz i AZS PWSZ Biała Podlaska   |
| 2009/2010 | Unia Racibórz                | Pogoń Women Szczecin    | AZS PSW Biała Podlaska i Mitech II Żywiec |
| 2010/2011 | Unia Racibórz                | Pogoń Women Szczecin    | AZS PSW Biała Podlaska i AZS Wrocław      |
| 2011/2012 | Unia Racibórz                | Medyk Konin             | Górnik Łęczna i AZS Wrocław               |
| 2012/2013 | Medyk Konin                  | Unia Racibórz           | AZS PSW Biała Podlaska i Gol Częstochowa  |
| 2013/2014 | Medyk Konin                  | AZS Wrocław             | GOSiR Piaseczno i Górnik Łęczna           |
| 2014/2015 | Medyk Konin                  | Górnik Łęczna           | KKP Bydgoszcz i Mitech Żywiec             |
| 2015/2016 | Medyk Konin                  | Górnik Łęczna           | UKS SMS Łódź i Zagłębie Lubin             |
| 2016/2017 | Medyk Konin                  | Górnik Łęczna           | Mitech Żywiec i Medyk II Konin            |
| 2017/2018 | Górnik Łęczna                | Czarni Sosnowiec        | AZS PWSZ Wałbrzych i Olimpia Szczecin     |
| 2018/2019 | Medyk Konin                  | Czarni Sosnowiec        | Górnik Łęczna i UKS SMS Łódź              |
| 2019/2020 | Górnik Łęczna                | Czarni Sosnowiec        | KKP Bydgoszcz i UKS SMS Łódź              |
| 2020/2021 | Czarni Sosnowiec             | UKS SMS Łódź            | Górnik Łęczna i Trójka Staszkówka/Jelna   |
| 2021/2022 | Czarni Sosnowiec             | Śląsk Wrocław           | Medyk Konin i UKS SMS Łódź                |
| 2022/2023 | UKS SMS Łódź                 | APLG Gdańsk             | AZS UJ Kraków i Pogoń Szczecin            |
| 2023/2024 | GKS Katowice                 | Śląsk Wrocław           | UKS SMS Łódź i APLG Gdańsk                |
| 2024/2025 | Czarni Sosnowiec             | Pogoń Women Szczecin    | APLG Gdańsk i UKS SMS Łódź                |

## Zdobywczynie
- 14 razy – Czarni Sosnowiec
- 9 razy – Medyk Konin
- 4 razy – Śląsk Wrocław (wcześniej AZS Wrocław)
- 3 razy – Stilon Gorzów Wlkp., Unia Racibórz
- 2 razy – Pafawag Wrocław, Górnik Łęczna
- 1 raz – Sparta Złotów, Zagłębianka Dąbrowa Górnicza, UKS SMS Łódź, GKS Katowice

## Klasyfikacja według klubów
| Lp. | Nazwa klubu                           | Zdobywca | Finalista | Lata triumfów                                                                      |
| --- | ------------------------------------- | -------- | --------- | ---------------------------------------------------------------------------------- |
| 1.  | Czarni Sosnowiec                      | 14       | 6         | 2025, 2022, 2021, 2002, 2001, 2000, 1999, 1998, 1997, 1996, 1995, 1989, 1987, 1985 |
| 2.  | Medyk Konin                           | 9        | 5         | 2019, 2017, 2016, 2015, 2014, 2013, 2008, 2006, 2005                               |
| 3.  | Śląsk Wrocław (wcześniej AZS Wrocław) | 4        | 7         | 2009, 2007, 2004, 2003                                                             |
| 4.  | Stilon Gorzów Wlkp.                   | 3        | 5         | 1991, 1992, 1993                                                                   |
| 5.  | Unia Racibórz                         | 3        | 2         | 2010, 2011, 2012                                                                   |
| 6.  | Górnik Łęczna                         | 2        | 3         | 2018, 2020                                                                         |
| 7.  | Pafawag Wrocław                       | 2        | 2         | 1988, 1986                                                                         |
| 8.  | UKS SMS Łódź                          | 1        | 1         | 2023                                                                               |
| 9.  | GKS Katowice                          | 1        | 0         | 2024                                                                               |
| 10. | Zagłębianka Dąbrowa Górnicza          | 1        | 0         | 1990                                                                               |
| 11. | Sparta Złotów                         | 1        | 0         | 1994                                                                               |
| 12. | Pogoń Women Szczecin                  | 0        | 4         |                                                                                    |
| 13. | Piastunki Gliwice                     | 0        | 2         |                                                                                    |
| 14. | Podgórze Kraków                       | 0        | 2         |                                                                                    |
| 15. | Savena AZS-AWF Warszawa               | 0        | 1         |                                                                                    |
| 16. | APLG Gdańsk                           | 0        | 1         |                                                                                    |